# Piégut-Pluviers
Piégut-Pluviers là một xã của Pháp, nằm ở tỉnh Dordogne trong vùng Aquitaine của Pháp.

## Thông tin nhân khẩu
| Năm    | 1962  | 1968  | 1975  | 1982  | 1990  | 1999  | 2005  |
| ------ | ----- | ----- | ----- | ----- | ----- | ----- | ----- |
| Dân số | 1 558 | 1 545 | 1 504 | 1 527 | 1 471 | 1 313 | 1 215 |